# Gran Premio de Yugoslavia de Motociclismo
El Gran Premio de Yugoslavia de Motociclismo fue una carrera de motociclismo de velocidad que se corrió durante los años 1969 a 1990 en el circuito de Opatija y el circuito de Rijeka.

## Historia
El Gran Premio del Adriático se organizaba desde 1960, pero era principalmente una carrera entre pilotos del bloque oriental y países vecinos como Austria e Italia. En 1961, se organizó una carrera 50cc de la "Coupe d'Europe". La seguridad del Circuito de Opatija ya estaba en discusión porque la gente pasaba por las paredes de roca y miles de farolas. Así, el Gran Premio del Adriático obtuvo su estatus de Copa Mundial con tres semanas de anticipación, después de que la Fédération Internationale de Motocyclisme hiciera recomendaciones sobre seguridad y se mejoró la superficie de la carretera y se instalaron grandes hileras de balas de paja.
En la temporada 1977, el Gran Premio asistiría al fallecimiento de dos pilotosː Ulrich Graf y Giovanni Ziggiotto, Por tanto, a partir de la temporada 1978 el GP se disputaría en el circuito di Grobnik, en Fiume, hasta su suspensión en la temporada 1990.

## Ganadores

### Ganadores múltiples (pilotos)
| # Victorias | Piloto            | Victorias | Victorias        |
| # Victorias | Piloto            | Categoría | Años ganador     |
| ----------- | ----------------- | --------- | ---------------- |
| 6           | Dieter Braun      | 250 cc    | 1973, 1975, 1976 |
| 6           | Dieter Braun      | 125 cc    | 1969, 1970, 1975 |
| 5           | Ángel Nieto       | 125 cc    | 1978, 1979       |
| 5           | Ángel Nieto       | 50 cc     | 1970, 1975, 1977 |
| 4           | Jorge Martínez    | 125 cc    | 1988             |
| 4           | Jorge Martínez    | 80 cc     | 1986, 1987, 1988 |
| 3           | Giacomo Agostini  | 500 cc    | 1970             |
| 3           | Giacomo Agostini  | 350 cc    | 1970, 1974       |
| 3           | Kent Andersson    | 125 cc    | 1972, 1973, 1974 |
| 3           | Ricardo Tormo     | 50 cc     | 1978, 1980, 1981 |
| 3           | Eugenio Lazzarini | 125 cc    | 1982             |
| 3           | Eugenio Lazzarini | 50 cc     | 1979, 1982       |
| 3           | Freddie Spencer   | 500 cc    | 1983, 1984       |
| 3           | Freddie Spencer   | 250 cc    | 1985             |
| 3           | Stefan Dörflinger | 80 cc     | 1984, 1985       |
| 3           | Stefan Dörflinger | 50 cc     | 1983             |
| 3           | Sito Pons         | 250 cc    | 1986, 1988, 1989 |

### Por año
| Año  | Circuito | 80 cc                  | 125 cc                 | 250 cc          | 500 cc          |
| ---- | -------- | ---------------------- | ---------------------- | --------------- | --------------- |
| 1990 | Rijeka   |                        | Stefan Prein           | Carlos Cardús   | Wayne Rainey    |
| 1989 | Rijeka   | Peter Öttl             |                        | Sito Pons       | Kevin Schwantz  |
| 1988 | Rijeka   | Jorge Martínez «Aspar» | Jorge Martínez «Aspar» | Sito Pons       | Wayne Gardner   |
| 1987 | Rijeka   | Jorge Martínez «Aspar» |                        | Carlos Lavado   | Wayne Gardner   |
| 1986 | Rijeka   | Jorge Martínez «Aspar» |                        | Sito Pons       | Eddie Lawson    |
| 1985 | Rijeka   | Stefan Dörflinger      |                        | Freddie Spencer | Eddie Lawson    |
| 1984 | Rijeka   | Stefan Dörflinger      |                        | Manfred Herweh  | Freddie Spencer |

| Año  | Circuito | 50 cc             | 125 cc             | 250 cc             | 350 cc             | 500 cc           |
| ---- | -------- | ----------------- | ------------------ | ------------------ | ------------------ | ---------------- |
| 1983 | Rijeka   | Stefan Dörflinger | Bruno Kneubühler   | Carlos Lavado      |                    | Freddie Spencer  |
| 1982 | Rijeka   | Eugenio Lazzarini | Eugenio Lazzarini  | Didier de Radiguès |                    | Franco Uncini    |
| 1981 | Rijeka   | Ricardo Tormo     | Loris Reggiani     |                    | Anton Mang         | Randy Mamola     |
| 1980 | Rijeka   | Ricardo Tormo     | Guy Bertin         | Anton Mang         |                    |                  |
| 1979 | Rijeka   | Eugenio Lazzarini | Ángel Nieto        | Graziano Rossi     | Kork Ballington    | Kenny Roberts    |
| 1978 | Rijeka   | Ricardo Tormo     | Ángel Nieto        | Gregg Hansford     | Gregg Hansford     |                  |
| 1977 | Opatija  | Ángel Nieto       | Pier Paolo Bianchi | Mario Lega         | Takazumi Katayama  |                  |
| 1976 | Opatija  | Ulrich Graf       | Pier Paolo Bianchi | Dieter Braun       | Olivier Chevallier |                  |
| 1975 | Opatija  | Ángel Nieto       | Dieter Braun       | Dieter Braun       | Pentti Korhonen    |                  |
| 1974 | Opatija  | Henk van Kessel   | Kent Andersson     | Chas Mortimer      | Giacomo Agostini   |                  |
| 1973 | Opatija  | Jan de Vries      | Kent Andersson     | Dieter Braun       | János Drapál       | Kim Newcombe     |
| 1972 | Opatija  | Jan Bruins        | Kent Andersson     | Renzo Pasolini     | János Drapál       | Alberto Pagani   |
| 1970 | Opatija  | Ángel Nieto       | Dieter Braun       | Santiago Herrero   | Giacomo Agostini   | Giacomo Agostini |
| 1969 | Opatija  | Paul Lodewijkx    | Dieter Braun       | Kelvin Carruthers  | Silvio Grassetti   | Godfrey Nash     |